# 1447
1447 је била проста година.